# Gemeiner Nagekäfer
Der Gemeine oder Gewöhnliche Nagekäfer (Anobium punctatum), umgangssprachlich wegen der Aktivität der Larven auch Holzwurm genannt, ist eine Art der Nagekäfer (Ptinidae). Die in der Mythologie dem Klopfgeräusch des Holzwurms zugeordnete Deutung als böses Omen und Vorzeichen des nahenden Todes stammt nicht vom Gewöhnlichen, sondern meist vom Gescheckten Nagekäfer.
Die ausgewachsenen Käfer werden etwa 2,5 bis 5 Millimeter lang. In der freien Natur findet man sie sehr selten, dann vor allem an trockenem Laub- und Nadelholz, häufig unter Efeu (Hedera helix).

## Merkmale des Käfers
Der Kopf ist unter dem Halsschild verborgen (Galerie, Abb. 1 und 2). Der Halsschild ist fast kapuzenartig gehöckert. Die Fühler sind elfgliedrig, die letzten drei Glieder sind stark verlängert. Die mittleren Glieder sind am Innenrand ebenso abgerundet wie am Außenrand (Galerie, Abb. 5).
Fühler und Beine können teilweise in eine Aushöhlung zwischen den Mittelhüften eingelegt werden. Diese Aushöhlung durchsetzt die ganze Mittelbrust und den Großteil der Hinterbrust (Galerie, Abb. 3). Das erste Bauchsegment ist länger als das dritte (Galerie, Abb. 3). 
Die Flügeldecken sind dicht behaart und die Haare neigen sich so, dass Streifen entstehen (Galerie, Abb. 4).  
Von nahe verwandten Arten ist der Gemeine Nagekäfer am sichersten durch eine Genitalpräparation zu trennen.

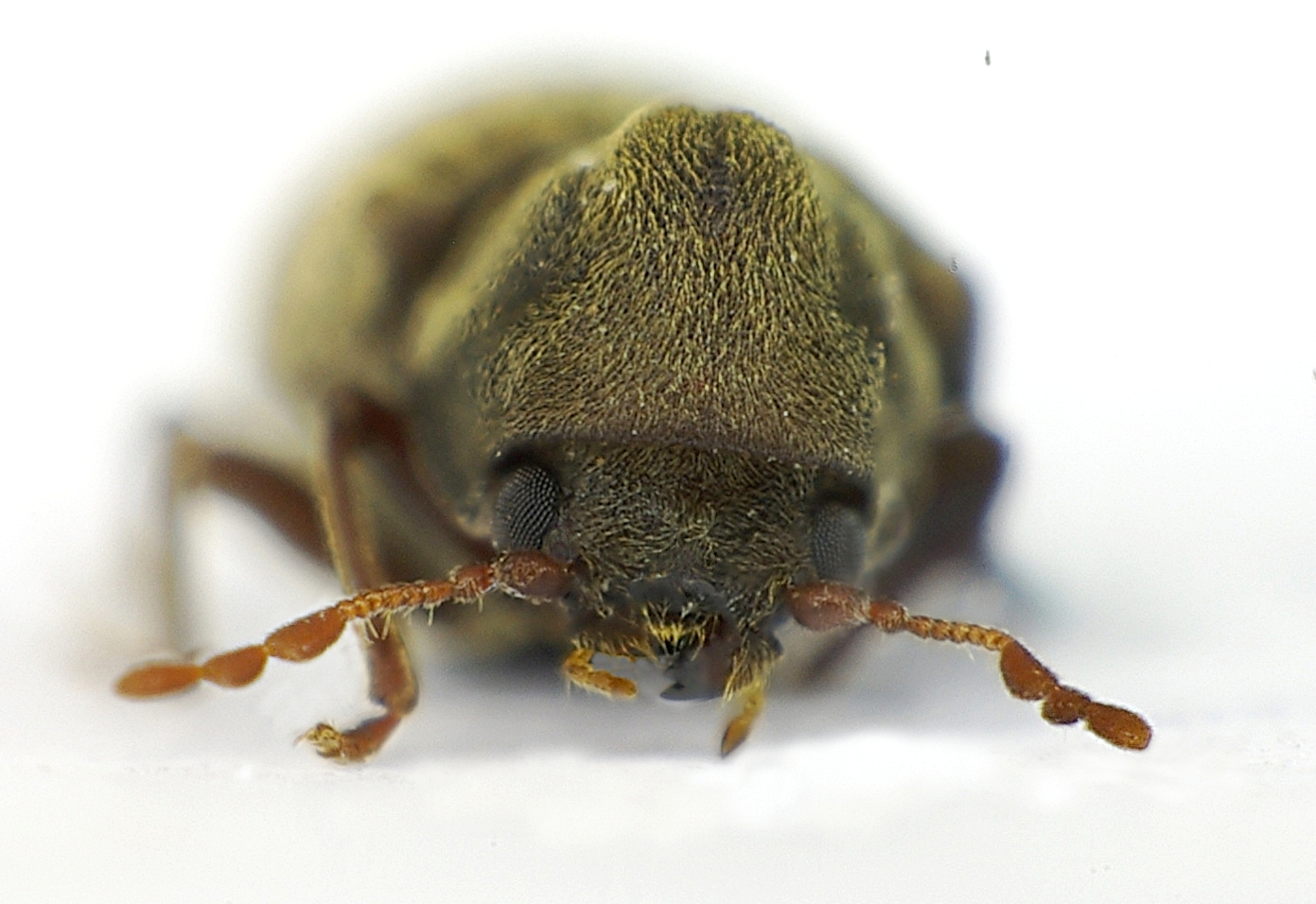
Abb. 1: Vorderansicht
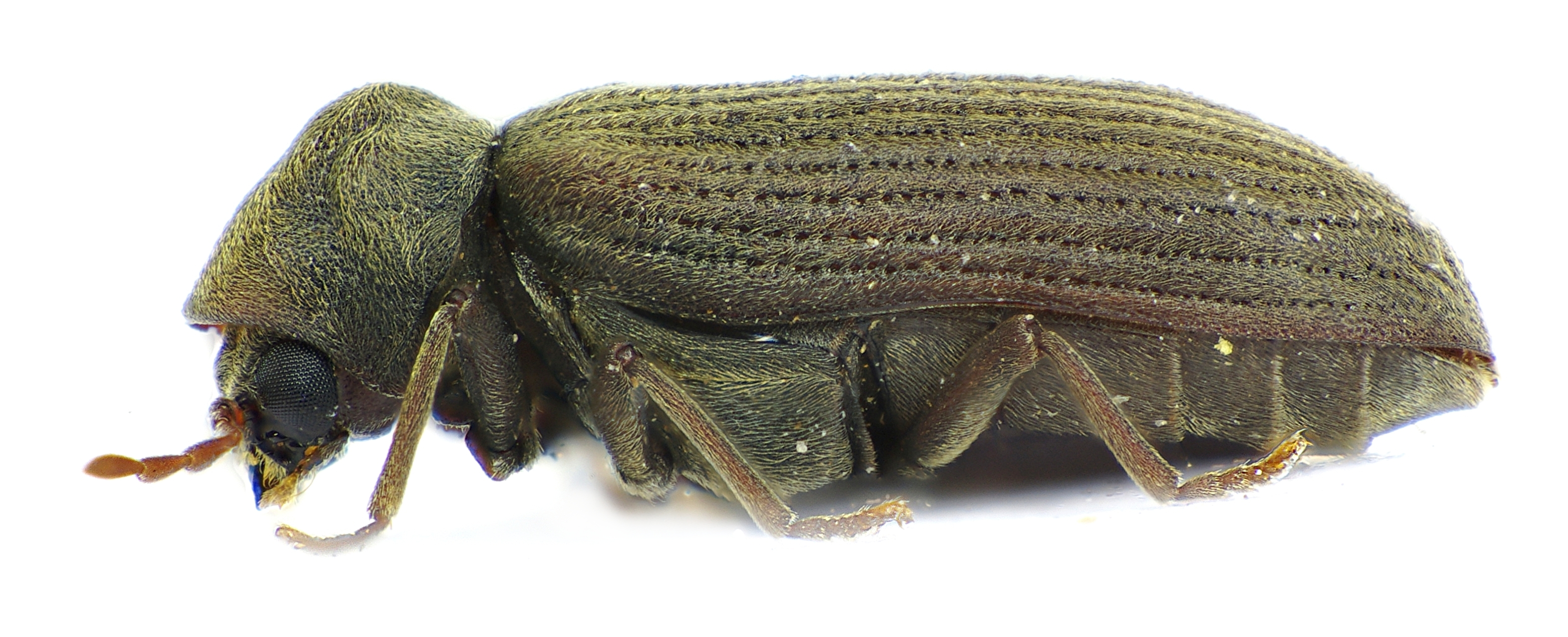
Abb. 2: Seitenansicht
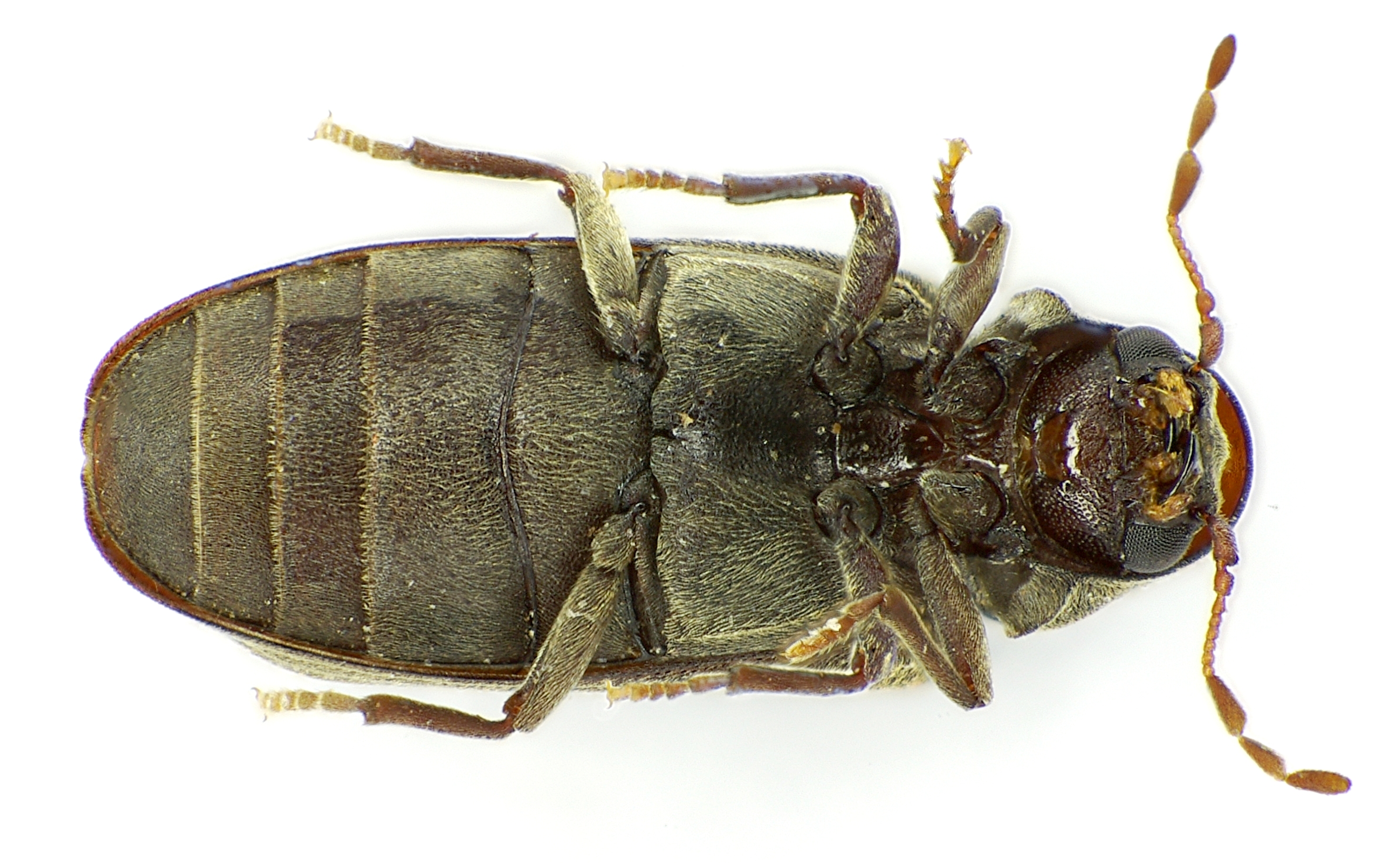
Abb. 3: Unterseite
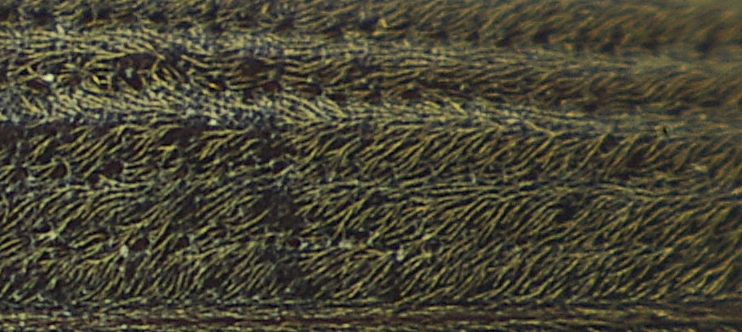
Abb. 4: Ausschnitt Flügeldecke
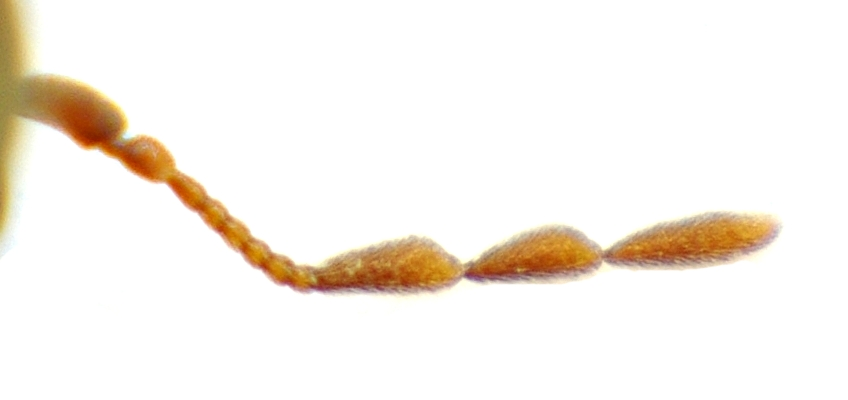
Abb. 5: Fühler

## Der Lebenszyklus des Nagekäfers

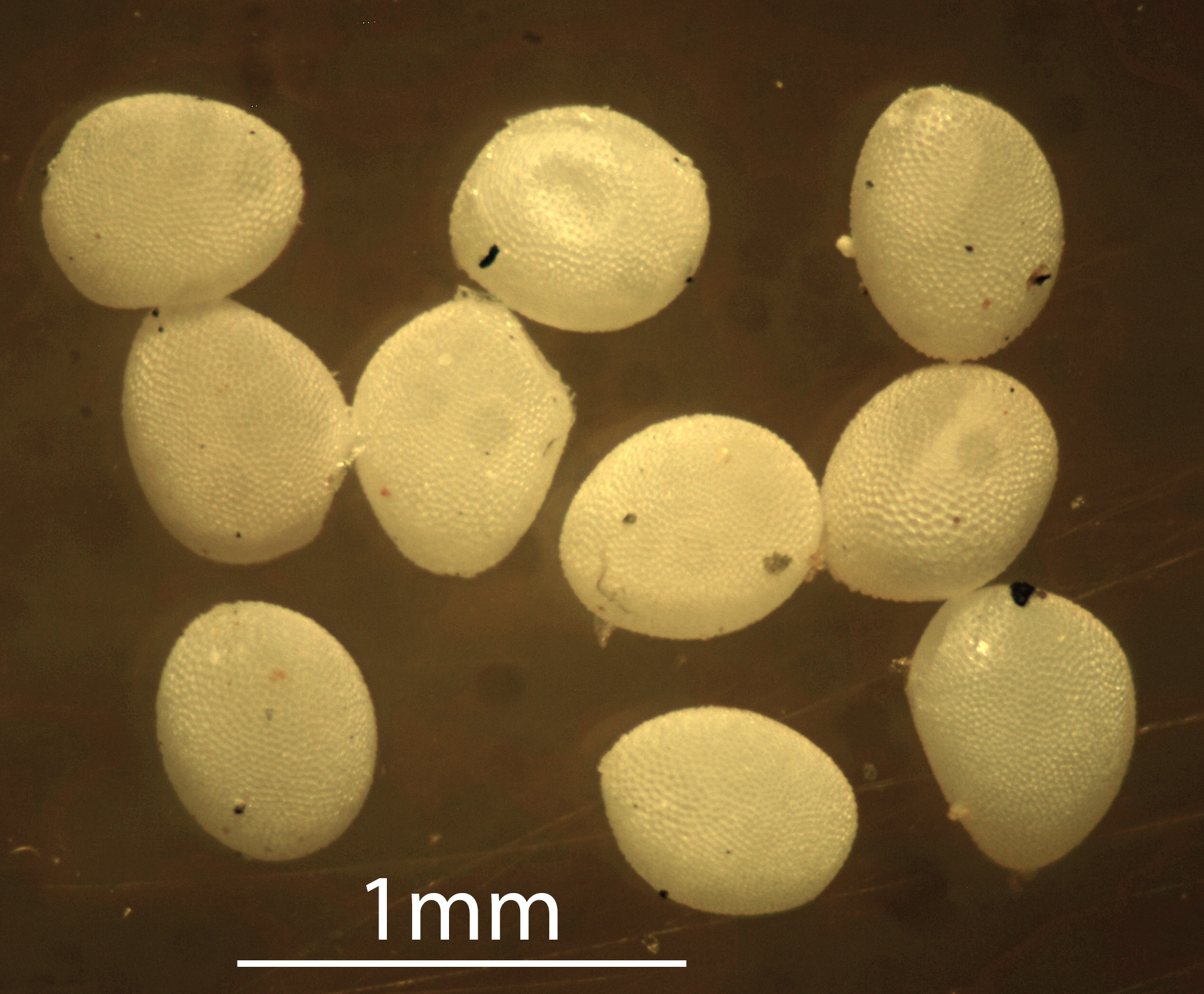
Eier des Gemeinen Nagekäfers

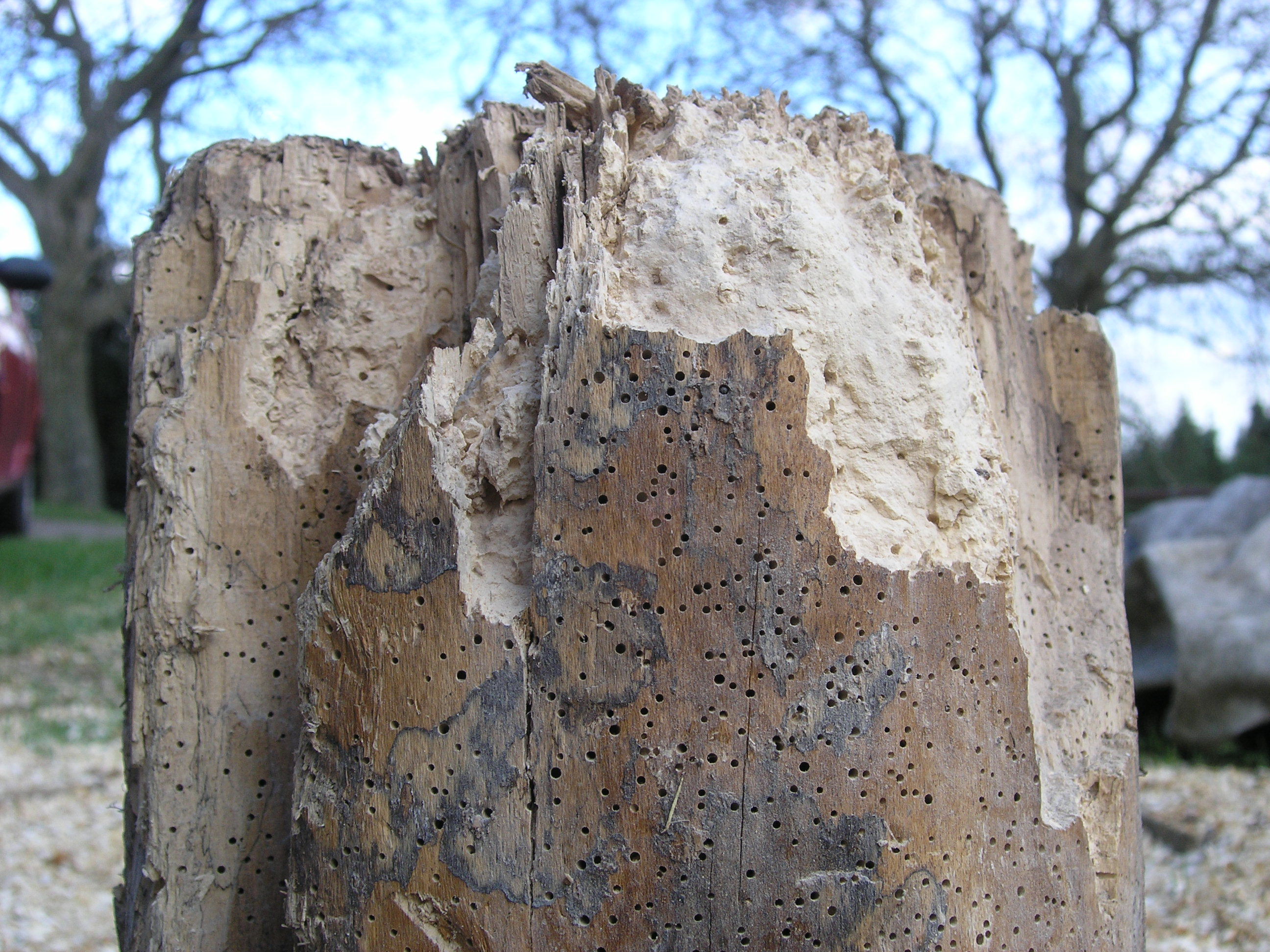
Von „Holzwürmern“ befallener Hackklotz

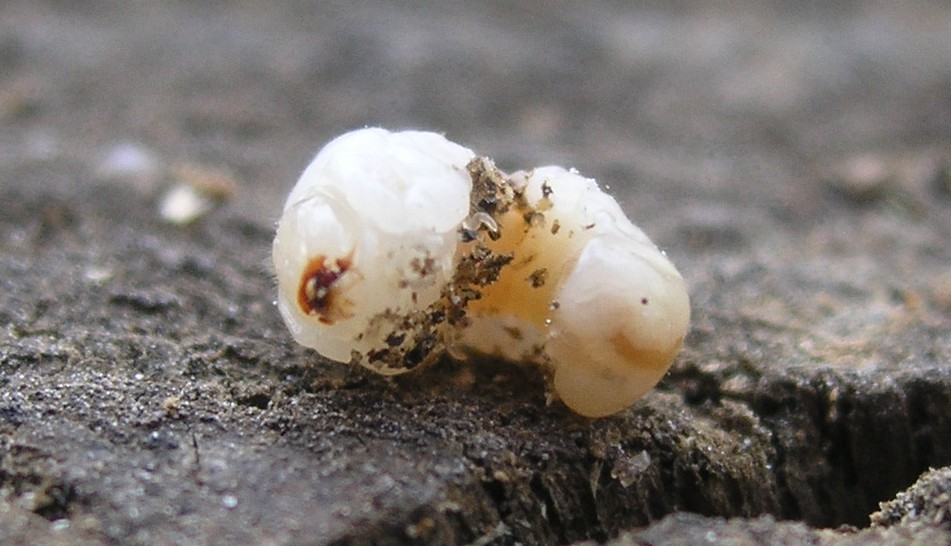
Die Larve des Gemeinen Nagekäfers

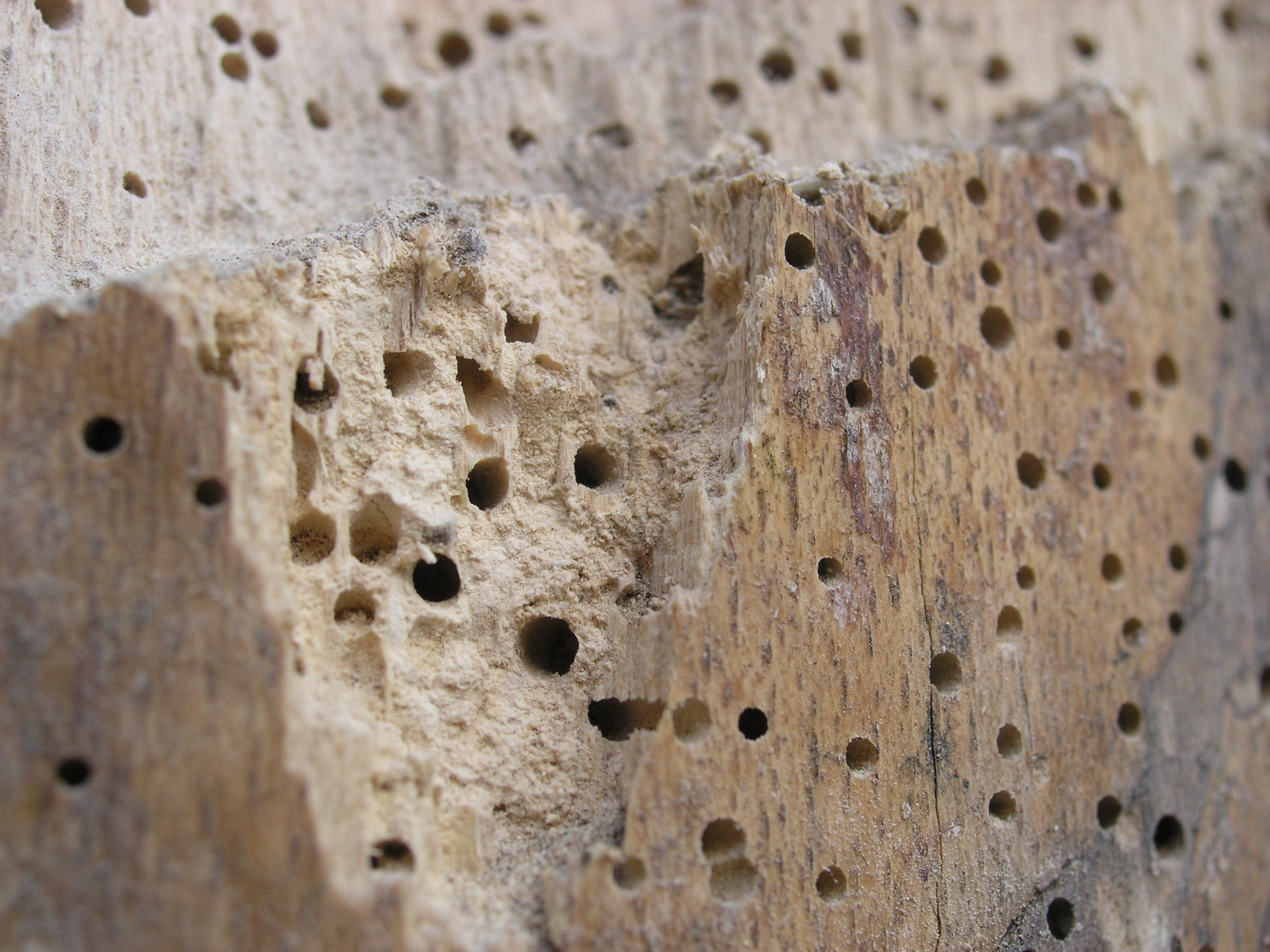
Nahaufnahme der Holzwurm-Löcher. Durchmesser der Löcher: 1 bis 2 mm

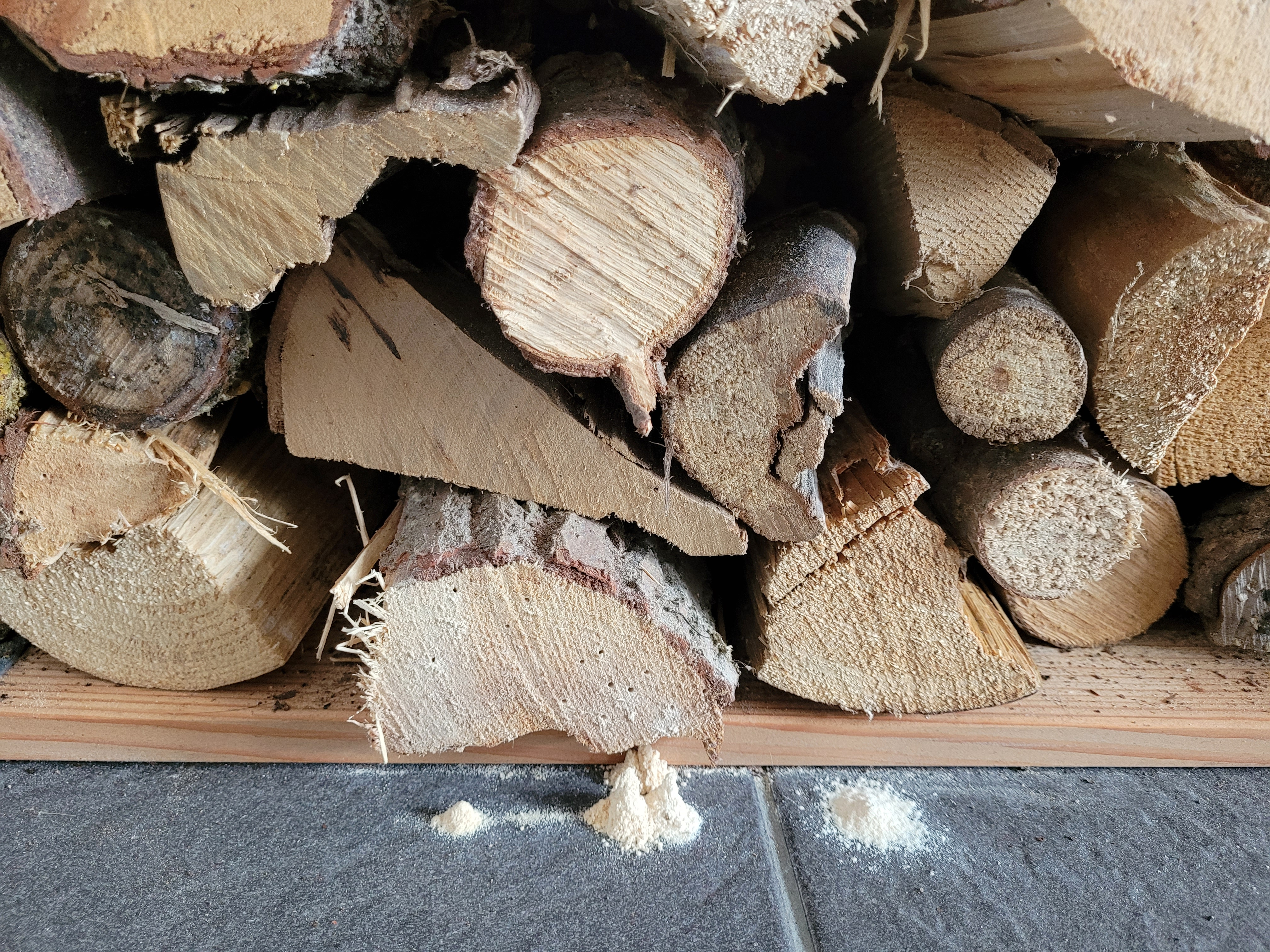
Brennholz mit Holzmehl

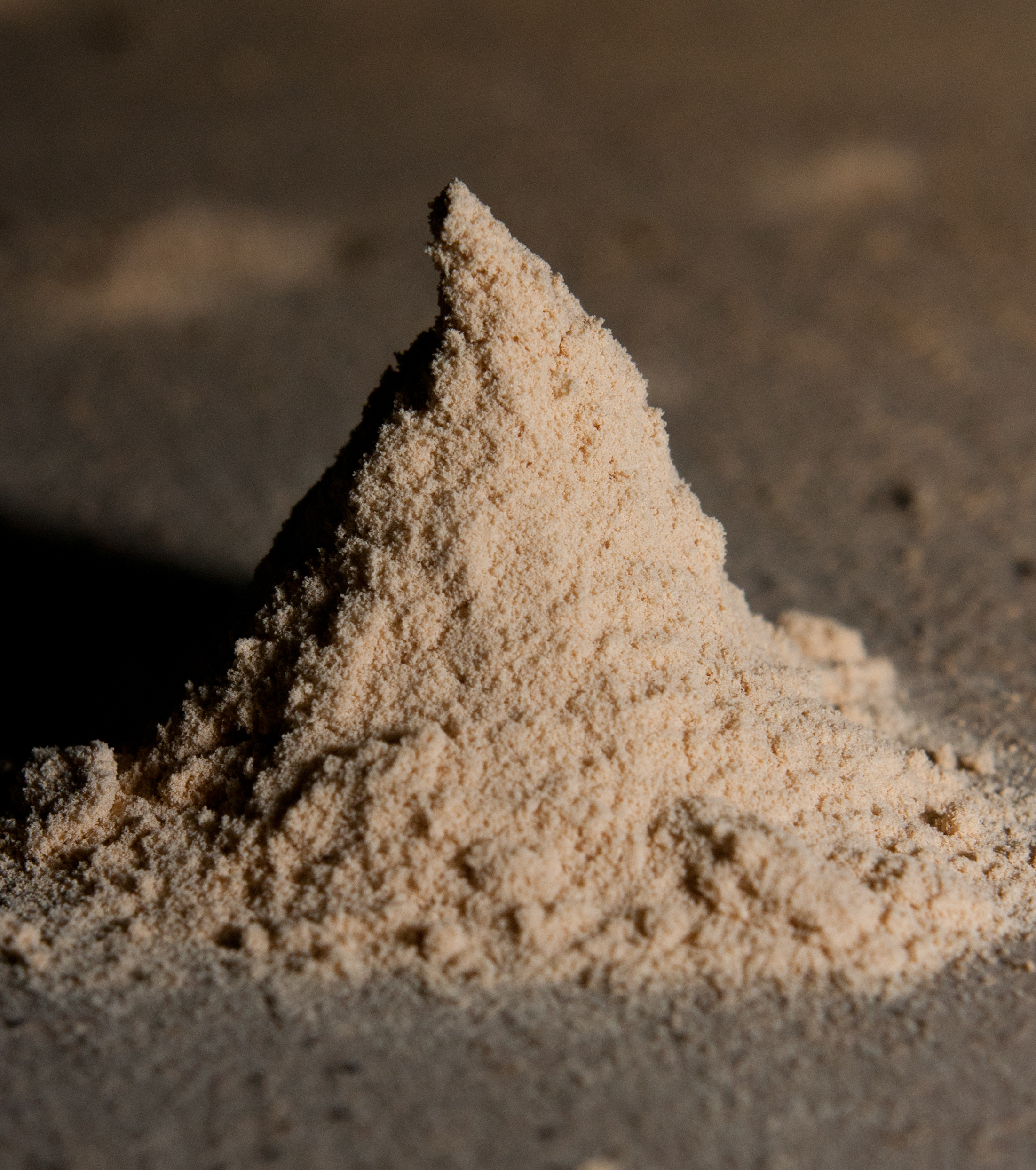
Holzmehl aus Holzwurmbefall, ca. 5 cm hoch

Die Larven des Nagekäfers befallen getrocknetes und verbautes, also kein frisches Holz (Trockenholzschädling). Aus den in Holzspalten oder Rissen abgelegten Eiern schlüpfen die Larven, diese fressen sich durch das helle Frühholz. Das dunklere Spätholz wird dagegen verschont und bleibt lamellenartig stehen.
Nach mehreren Wachstumszyklen verpuppt sich die ausgewachsene Larve. Nach seiner Wandlung (Metamorphose) schlüpft ein geschlechtsreifer Käfer aus der Puppe. Die Ausfluglöcher aus dem Holz sind rund und haben einen Durchmesser von ein bis zwei Millimetern. Der geschlüpfte Käfer sucht einen Kopulationspartner. Nach erfolgter Befruchtung legt das Nagekäferweibchen seine Eier in Ritzen, Spalten und Gänge des Holzes. Hier setzt sich dann der Zyklus weiter fort. Die Entwicklungszeit der Larve variiert und dauert unter sehr günstigen Bedingungen ein Jahr, bei ungünstigen Bedingungen bis zu acht Jahre. Der schlüpfende Käfer legt seine Eier vorzugsweise in die Holzart, in der er selbst aufgewachsen ist.
Der Nagekäfer ist grundsätzlich flugfähig und kann sich fliegend neue Eiablageplätze suchen. Der Fraß der Larven konzentriert sich auf das Splintholz. Kernholz wird nur selten angegriffen. Sind die Larven aktiv, erkennt man das an herausquellendem Holzmehl. Legt man schwarzes Papier oder Ähnliches unter die betroffene Stelle, sieht man bei Befallsaktivität nach wenigen Tagen Holzmehl auf dem Papier. Die Zeitspanne einiger Tage ist erforderlich, da die Larven gelegentlich Fraßpausen einlegen.
Die Larve des Nagekäfers benötigt eine Mindestholzfeuchtigkeit von mehr als 10 % und bevorzugt kühlere Orte – deshalb tritt er in zentralbeheizten Räumen nur selten auf. Kritische Bereiche sind feuchte Räume oder dort, wo Bodenkühle/-feuchte auftreten kann. Der Befall ist nicht an ein Maximalalter des Holzes gebunden. Der Gemeine Nagekäfer kann also durchaus auch jahrhundertealtes Holz noch befallen. Gesägte Balken mit leicht rauher Oberfläche werden dabei eher befallen als mit der Zimmermannsaxt aus dem Stamm gehauene Balken mit einer durch die Hiebe glatten, leicht gehärteten Oberfläche.

## Bedeutung als holzzerstörendes Insekt
Der Gewöhnliche Nagekäfer ist der wichtigste und häufigste einheimische Nagekäfer und zugleich in ganz Europa verbreitet.
Bei Kunstobjekten, Möbeln, Musikinstrumenten und Gebrauchsgegenständen aus Holz ist er als holzzerstörendes Insekt an erster Stelle zu nennen. Da er seine optimalen Entwicklungsbedingungen in kühlen, feuchten Räumen findet, sind besonders Einrichtungsgegenstände in Sakralbauten wie Kirchenbänke, Altäre, Holzfiguren und Ähnliches gefährdet. In Bereichen mit hoher Luftfeuchtigkeit und mäßigen Temperaturen werden auch Dachkonstruktionen, Stallungen und ähnliche Objekte befallen.

## Schlupfwespen
Die Schlupfwespe, Spathius exarator, sticht mit ihrem Legestachel die Larve des Nagekäfers an, betäubt sie und legt ein Ei hinein. Die Larve der Schlupfwespe ernährt sich von der Nagekäferlarve und tötet sie letztlich ab. Zur Bekämpfung des Nagekäfers werden die Schlupfwespen gezüchtet und an befallenem Holz ausgesetzt.